# Шпаков Олексій Якович
Шпа́ков Олексі́́й Я́кович (31 травня (12 червня) 1868 р., Великі Бобиляки, Чернігівська губернія — 7 липня 1928, Одеса, УРСР, СРСР) — український історик права, професор, ректор Одеського інституту народного господарства.

## Коротка біографія
О. Я. Шпаков народився 31 травня (12 червня) 1868 року в селі Великі Бобиляки Глухівського повіту Чернігівської губернії у родині купця.
В 1894 році закінчив юридичний факультет Київського університету Св. Володимира. Був професорським стипендіатом кафедри історії російського права цього університету. Учень професора М. Ф. Владимирського-Буданова. Належав до представників т. зв. Київської історико-юридичної школи (школи істориків західноруського права). Наукові інтереси Шпакова стосувалися взаємовідносин церкви і держави в Московському царстві.
в 1899 році склав магістерські іспити з історії державного та міжнародного права. Потім працював приват-доцентом Київського університету.
В 1903 році переїхав до Одеси. Був прийнятий на посаду приват-доцента на кафедру російського права Новоросійського університету.
У липні 1904 року був обраний екстраординарним професором. В 1912 році присвоєний науковий ступінь доктора державного права.
Активну діяльність О. Шпаков розгорнув на Одеських вищих жіночих курсах. Він був ініціатором створення юридичного факультету курсів та його першим деканом. У 1913 році О. Шпаков був одноголосно обраний директором курсів. На цій посаді він залишався до закриття курсів у 1920 році.
Був членом Одеського товариства історії та старожитностей (до 1917 року), та Одеської комісії краєзнавства при ВУАН. Працював в організаційному бюро одеського відділеня ВУНАС. 
В 1921—1924 роках обіймав посаду ректора Одеського інституту народного господарства.
Помер 7 липня 1928 року в Одесі.

## Праці
- Шпаков А. Я. Стоглав. Его значение для историка русского права: по поводу официального или неофициального происхождения этого памятника. — Киев, 1903. — 56 с.
- Шпаков А. Я. Государство и церковь в их взаимных отношениях в Московском государстве от Флорентийской унии до учреждения патриаршества. Ч. 1. — Киев: Тип. Императорскаго ун-та Св. Владимира Акц. о-ва печ. и изд. дела Н. Т. Корчак-Новицкаго, 1904. Ч. 1.- 1904. — [3], XXXV, 263 с.
- Шпаков А. Я. Государство и церковь в их взаимных отношениях в Московском государстве //Записки Императорского Новороссийского университета Юридического факультета. — Вып. 6. — Одесса 1912. — XXII, 399, VII, 200 с.
- Шпаков А. Я. Государство и церковь в их взаимных отношениях в Московском государстве. Царствование Федора Ивановича. Учреждение патриаршества в России. — Одесса: Тип. «Техник», 1912. — 423 с.